# Areometr Oechsle
Areometr Oechsle – areometr stosowany do pomiarów gęstości moszczu gronowego w stopniach (°Oe), które wskazują, ile gramów alkoholu można otrzymać z 1 dm³ wina po całkowitym odfermentowaniu cukru.
Przeliczenie stopni Oechsle na gęstość względną odbywa się zgodnie ze wzorem:
d15/15 = 1 + (°Oe / 1000)
Przybliżona zależność stopni Oechsle do stopni Ballinga:
1 °Blg  ≈ 4 °Oe 